# 京都外国語短期大学
京都外国語短期大学（きょうとがいこくごたんきだいがく、英語: Kyoto Junior College of Foreign Languages）は、京都府京都市右京区西院笠目町6に本部を置く日本の私立大学。1947年創立、1950年大学設置。大学の略称は外短。

## 概観

### 大学全体
- 京都府京都市右京区に所在する日本の私立短期大学で、設置主体は学校法人京都外国語大学[1]。
- 国内で最初に認可された短期大学149校[注 2]の1校として、1950年に1学科80名体制で開学した[2]。
- その後は学科増設により昼間部2学科、夜間部1学科体制をとるが、1960年度以降、現在に至るまでのちに増設された夜間部1学科体制[注 3]をとる。

### 建学の精神（校訓・理念・学是）
- 京都外国語短期大学における建学の精神は「言語を通して世界の平和を」となっている。

### 教育および研究
- 京都外国語短期大学にはキャリア英語科のみが設置されており、「英語コミュニケーション」と「観光文化」の各コースが置かれている。

### 学風および特色
- 京都外国語短期大学は、外大と類似した学科が設置されている。そのため短大卒業後、外大への編入学者が少なからずいる。また、大学や大学コンソーシアム京都の単位互換制度も実施されている。

## 沿革
- 1947年 修業年限3年制の準専門学校としての京都外国語学校が開校[3]。中京区西ノ京内畑町に移転。
- 1949年
  - 10月 文部省[注釈 1]に短期大学[注 4]の設置認可に関する申請を行う[注 5]。なお、学科・専攻は以下の通りとなっている[注 6]。
    - 英語学科 
      - 第一部 入学定員150名
      - 第二部 入学定員150名
- 1950年
  - 3月14日 左記を以て短期大学の設置が文部省[注釈 1]より認可される[9][10]。
  - 4月1日 左記を以て京都外国語短期大学が上記の学科体制にて開学する[注 7]。
    - 英語学科 
      - 第一部 入学定員150名→80名
      - 第二部 入学定員150名
- 1951年
  - 2月24日 学校法人京都外国語学園の設置が認可される[13]。
- 1952年
  - 4月1日 英語科に第二部が設置され、以下の学科体制に整備される[注 8]。
    - 英語科
      - 第一部 入学定員80名
      - 第二部 入学定員80名
- 1954年
  - 5月1日 学生数[16]/定員
    - 英語科 
      - 第一部 196[注 9]/160
      - 第二部 125[注 10]/160
- 1956年
  - 3月31日 専攻科の設置が認可され、以下の課程を置く[17]。
    - 英語専攻 入学定員30名

  - 4月1日 以下の学科を増設する[注 11]。
    - 英語商業科 入学定員80名
- 1958年
  - 4月1日 以下の学科について、この年度の入学生を最後とする[注 12]。
  - 5月1日 学生数[22]/定員
    - 英語科 
      - 第一部 210[注 13]/160
      - 第二部 175[注 14]/160

    - 英語商業科 194[注 15]/160
- 1959年
  - 5月1日 学生数[23]/定員
    - 英語科 
      - 第一部 101[注 16]/80
      - 第二部 163[注 17]/160

    - 英語商業科 90[注 18]/80
- 1960年
  - 3月31日 左記をもって専攻科を正式に廃止とする[24]。
- 1961年
  - 3月31日 左記をもって以下の学科を正式に廃止とする[25]。
    - 英語科第一部
    - 英語商業科
- 1976年
  - 4月1日 英語科第二部の入学定員を80[26]→120[27]に増員[28]。
  - 5月1日 学生数[29]/定員
    - 英語科第二部 431[注 19]/200
- 1992年
  - 5月1日 学生数[注 20]/定員
    - 英語科第二部 333[注 21]/240
- 1999年
  - 5月1日 学生数[32]/定員
    - 英語科第二部 320[注 22]/240
- 2007年
  - 4月1日 英語科第二部をキャリア英語科に改組し、入学定員を120[33]→140に増員[34]。

## 基礎データ

### 所在地
- 京都府京都市右京区西院笠目町6[1]

### 交通アクセス
- 阪急電鉄京都本線西院駅下車。
- 京都市営地下鉄東西線太秦天神川駅
- 最寄りのバス停留所は｢京都外大前｣で、以下の各駅から京都市営バスがある。
  - JR・近畿日本鉄道・京都市営地下鉄京都駅
  - 京都市営地下鉄烏丸線四条駅

### 象徴
- 京都外国語短期大学のカレッジマークは外大と同じものを用いている[注 23]。

## 教育および研究

### 組織

#### 学科
- キャリア英語科：「英語コミュニケーション」・「観光英語」の2コースからなる。夜間部2年制となっている。入学定員は140名[1]

##### 学科の変遷
- 英語科→キャリア英語科
  - 第一部[注釈 2]
  - 第二部[注 24]
- 英語商業科[注釈 2]

#### 専攻科
- 英語専攻 入学定員30名[注 25]

#### 別科
- なし

##### 取得資格について
- 司書資格が取得できる。過去には中学校教諭二種免許状（英語）が取得できる教職課程が設置されていたが[注 26]、現在は2年次に一部教職科目を履修した上で併設の京都外国語大学に編入学して残り科目を履修していくことになる（この場合は一種免許状となる）。学芸員資格についても教職免許と同じ様な方法で履修していくことになる。
- 初期には、英語科第一部・第二部において中学校教諭ほか高等学校教諭免許状（英語）の教職課程を併設[39]。
- 英語科第一部には職業も併設されていた[40]。

#### 附属機関
- 国際交流会館
  - アジア関係図書館：蔵書数はおよそ85,000冊。
  - 岡本太郎画伯のレストランがある。エスニック料理と西洋料理が中心となっている。
- 図書館：蔵書数はおよそ494,000冊。
- 研究所
  - 国際言語平和研究所
  - 京都ラテンアメリカ研究所

### 研究
- 『京都外国語短期大学研究論叢』[41]

### 教育
- 現代的教育ニーズ取組支援プログラム
  - 「入学者の質的変化に対応する学習支援」において、2004年に採択されている。

## 学生生活

### 部活動・クラブ活動・サークル活動
- 京都外国語短期大学のクラブ活動：「FGC[注 27]」や「イタリア語研究会」など語学を活かした活動団体が多いものとなっている。

### 学園祭
- 京都外国語短期大学の学園祭は「外大祭」と呼ばれ毎年、概ね11月に外大と合同で行われている。語劇祭が併行して行われている。過去の語劇祭では、留学生会による『白雪姫』やイタリア語研究会による『ロミオとジュリエット』が上演された。

## 大学関係者と組織

### 大学関係者一覧

#### 出身者
- 山本邦山

## 施設

### キャンパス内
- 1号館
  - 「コンパーニョ[注 28]」と称したホールがある
- 7号館
- 8号館
- 森田記念講堂
- 11号館
  - 購買部
  - 書籍部
- 12号館
  - 「リブレ」と称した食堂がある。

### キャンパス外
- セミナーハウス鹿野荘
- 琵琶湖ハウス
- 神崎研修会館

## 対外関係

### 他大学との協定
- ダグラスカレッジ：カナダ

### 関係校
- 大学コンソーシアム京都

### 系列校
- 京都外国語大学
- 京都外大西高等学校
- 京都外国語専門学校

## 社会との関わり
- 英語スピーチコンテストに参加している。

## 卒業後の進路について

### 編入学・進学実績
- 系列の京都外国語大学のほか島根大学・奈良県立大学・盛岡大学・大正大学・愛知大学・愛知淑徳大学・名古屋外国語大学・大谷大学・京都産業大学・龍谷大学・追手門学院大学・関西大学・関西外国語大学・関西福祉科学大学・四天王寺大学・桃山学院大学・大手前大学・天理大学・聖カタリナ大学などがある。